# Горбачово
Горбачо́во (рос. Горбачёво) — присілок у складі Великоустюзького району Вологодської області, Росія. Входить до складу Усть-Алексієвського сільського поселення.

## Населення
Населення — 126 осіб (2010; 190 у 2002).
Національний склад (станом на 2002 рік):
- росіяни — 97 %